# Erecanana
Erecanana – rodzaj kosarzy z podrzędu Laniatores i rodziny Podoctidae.

## Występowanie
Przedstawiciele rodzaju występują w Afryce.

## Systematyka
Opisano dotąd 9 gatunków z tego rodzaju:
- Erecanana defensa Goodnight & Goodnight, 1959
- Erecanana dentipes H. Kauri, 1985
- Erecanana insulana Roewer, 1949
- Erecanana lentiginosa Lawrence, 1962
- Erecanana mordax (Sørensen, 1910)
- Erecanana quadridens Lawrence, 1962
- Erecanana remyi (Roewer, 1949)
- Erecanana subinermis Caporiacco, 1947
- Erecanana typus (Sørensen, 1910)